# David von Krafft

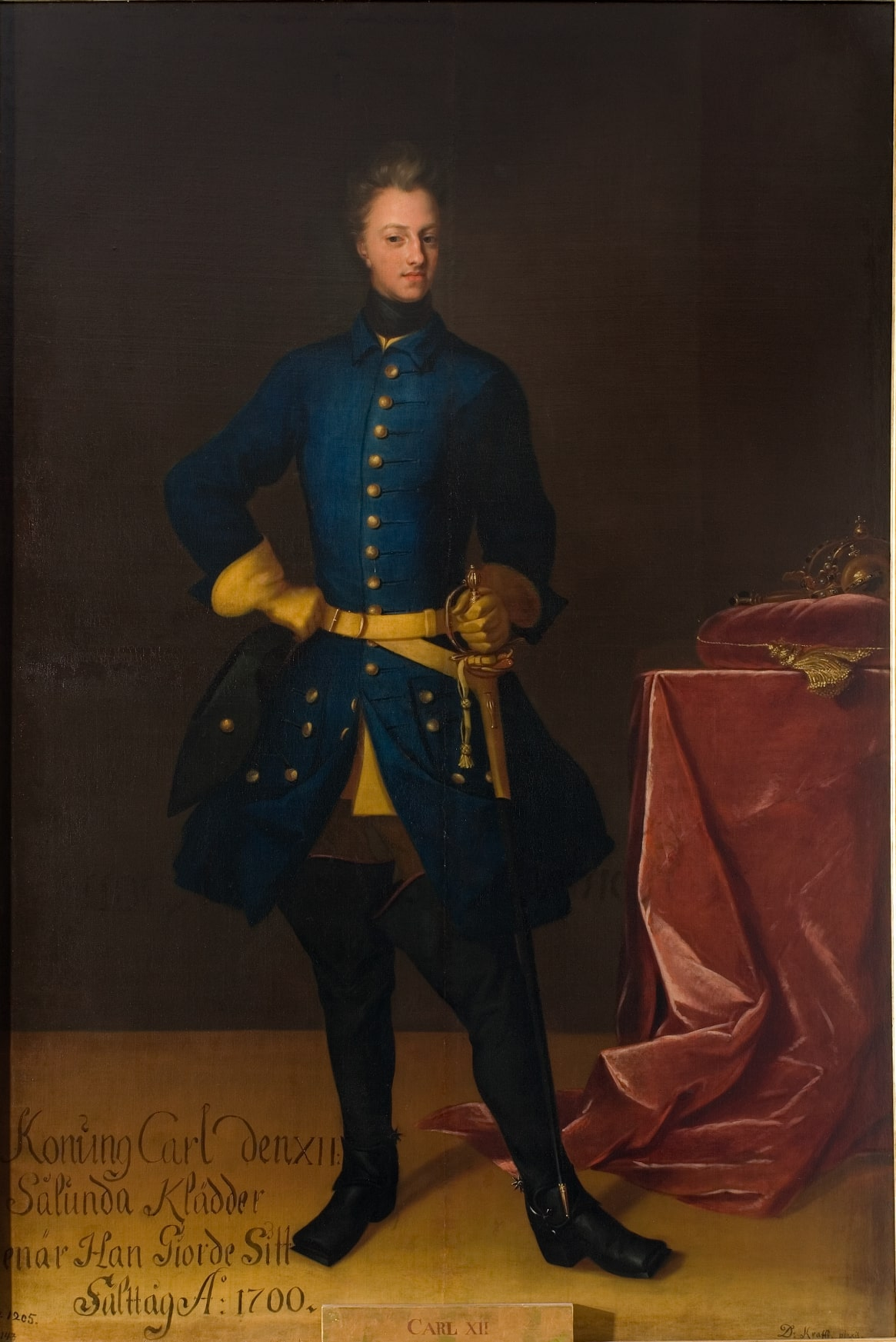
Karl XII målad av David von Krafft, 1700

David von Krafft, född 1655 i Hamburg, död 1724 i Stockholm, var en tysk konstnär och målare.

## Biografi
David von Krafft kallades till Sverige 1675 av sin morbror hovmålaren David Klöcker Ehrenstrahl, som blev hans lärare i måleri. 1684 fick han tack vare Ulrika Eleonora den äldre möjlighet att anträda en utländsk studieresa. Under resans första del gjorde han uppehåll vid hoven i Köpenhamn, Schwerin, Güstrow och Dresden och utförde då porträtt av de furstliga familjerna där.
I Italien vistades von Krafft 1687–1693 för studier särskilt i Venedig, Rom och Bologna. 1694-1695 var han i Paris, där han influerades av Nicolas de Largillière och Jean-François de Troy. Härifrån hemkallades han av Karl XI för att 1698 ersätta Ehrenstrahl som hovmålare.
I samband med detta fick han en rad beställningar och uppdrag. Han målade sakliga och säkert tecknade porträtt, dock ganska entoniga och kalla i koloriten. Bland hans bästa arbeten är porträttet av Karl XII (finns i Lund) samt av Carl Gustaf Armfeldt d.ä. (Drottningholms slott). I Kalmar domkyrka har han målat altartavlan efter en komposition av en italiensk konstnär.
David von Krafft finns representerad vid Nationalmuseum, Malmö Museum och på Gripsholms slott och Drottningholms slott. Krafft hade ett stort antal lärjungar och bland dem Gustaf Lundberg, Johan David Schwartz, Georg Engelhard Schröder, Lorens Pasch den äldre och Olof Arenius.

## Bildgalleri

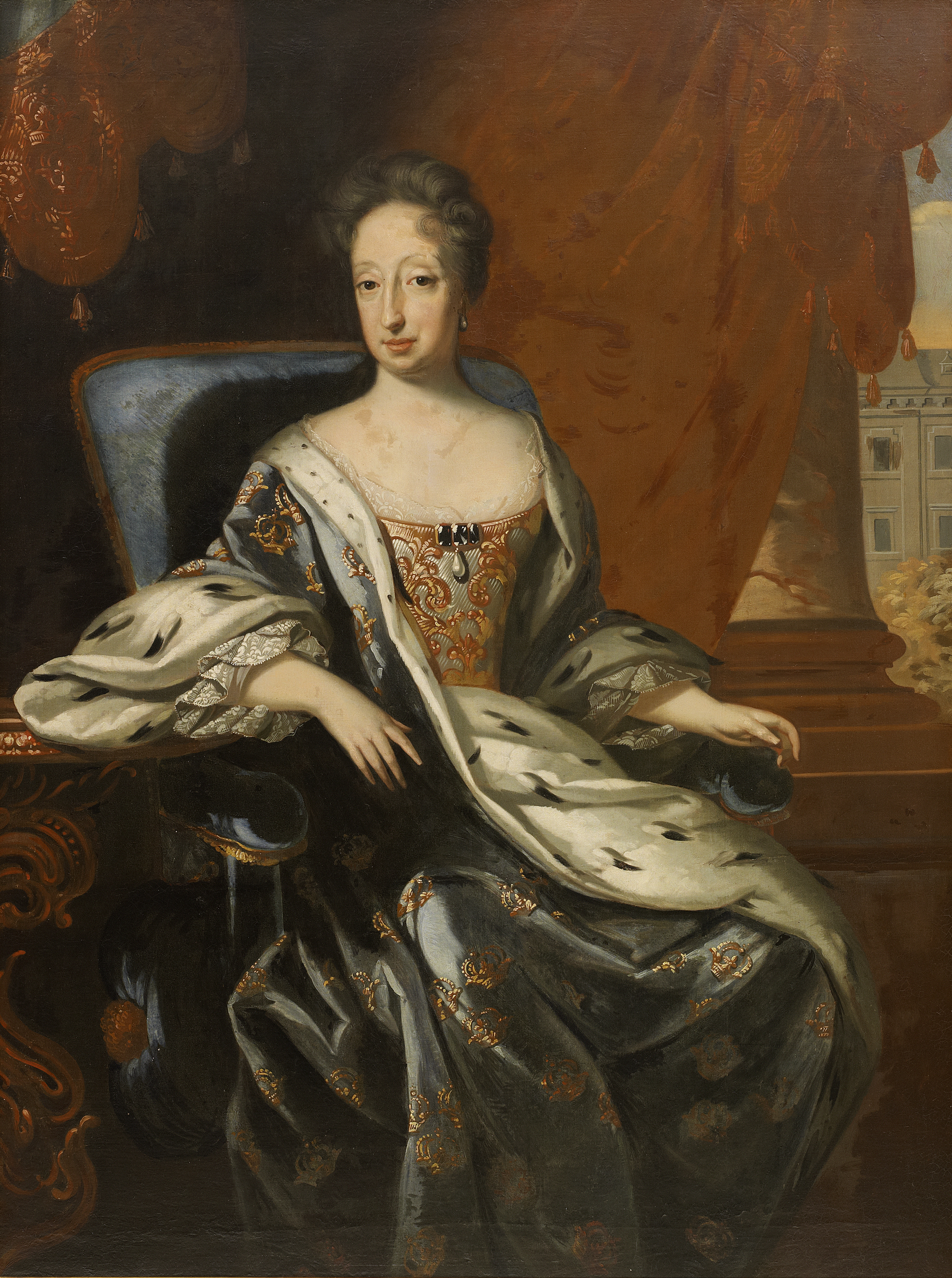
Porträtt av drottning Hedvig Eleonora.
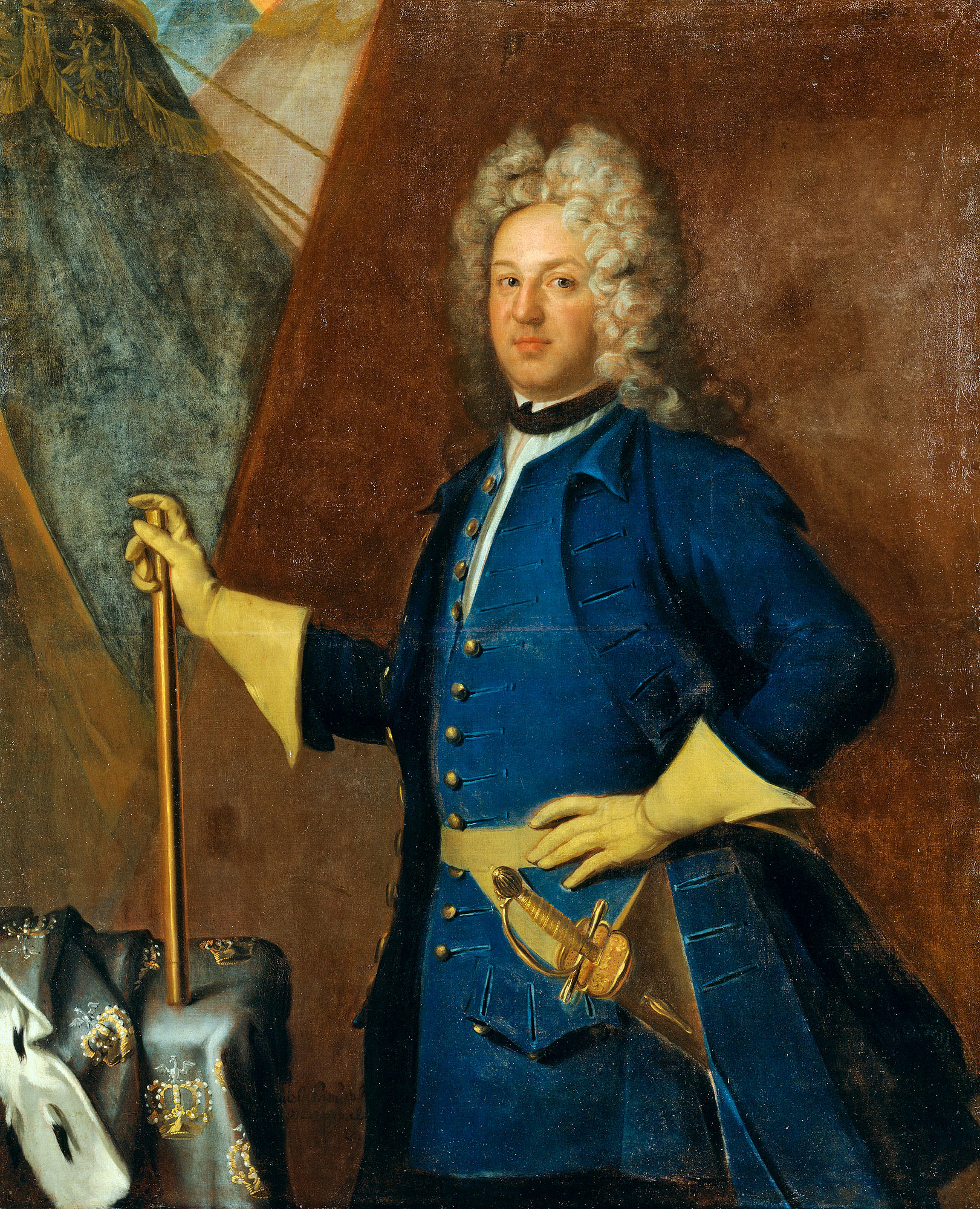
Porträtt av kung Stanisław I Leszczyński av Polen.
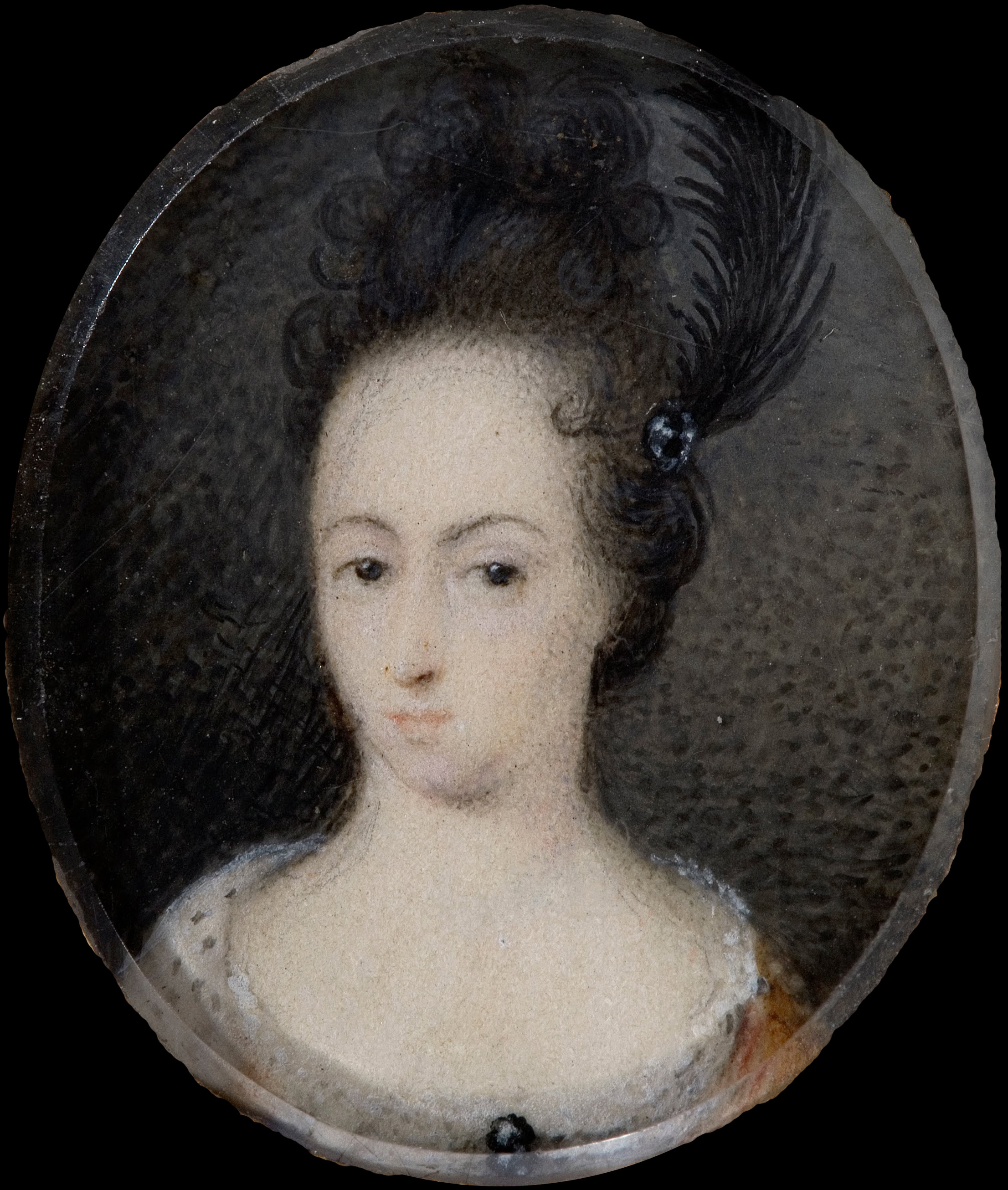
Miniatyrporträtt av prinsessan Hedvig Sofia av Sverige.
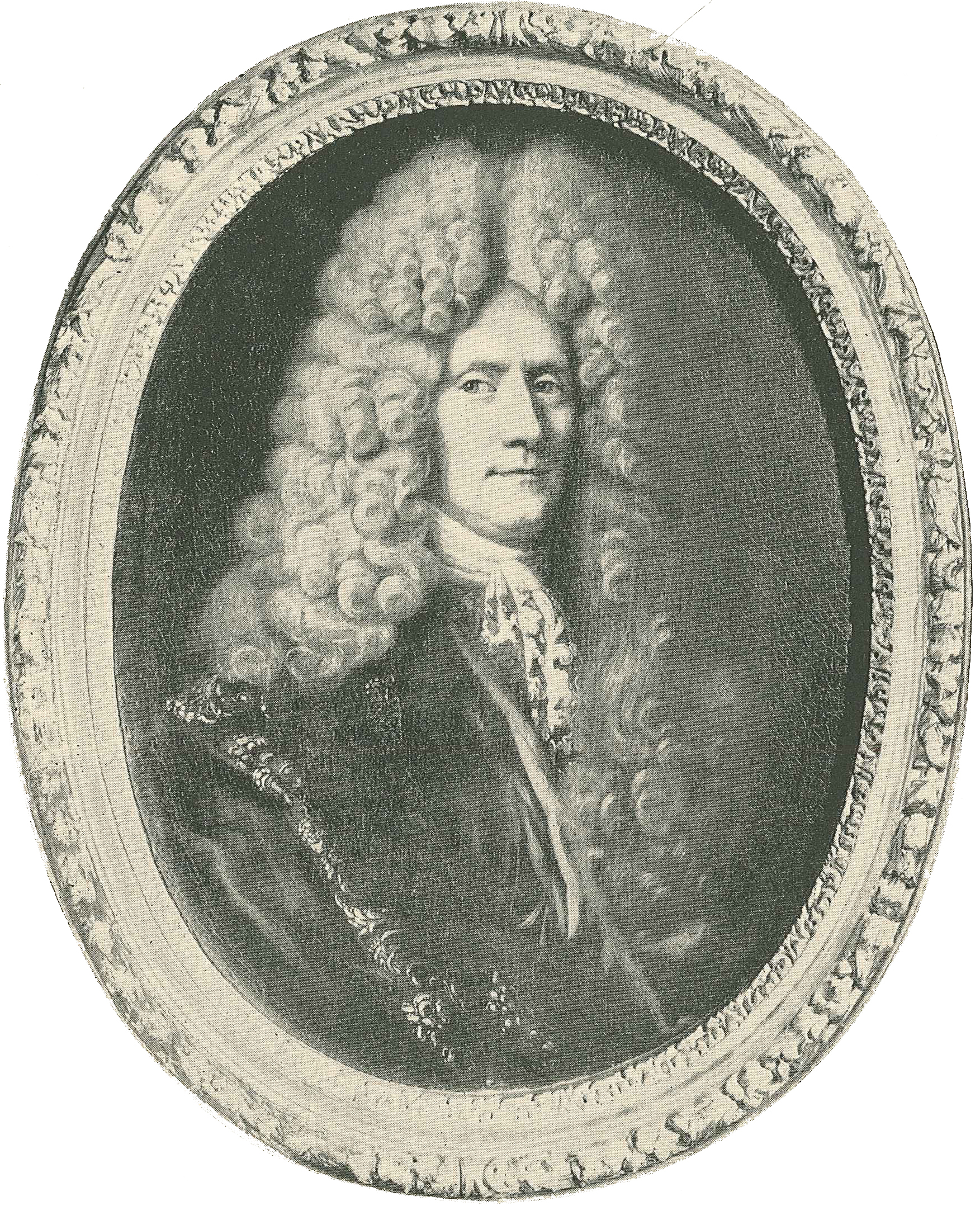
Porträtt av friherre Johan Rosenhane (1642–1710).
Porträtt av Prins Karl Fredrik, Hertig av Hostein-Gottorp, 1700-1739.